# 2637 Bobrovnikoff
2637 Bobrovnikoff је астероид главног астероидног појаса чија средња удаљеност од Сунца износи 2,254 астрономских јединица (АЈ).
Апсолутна магнитуда астероида је 13,2.